# Ambostracon tweedsmuirensis
Ambostracon tweedsmuirensis är en kräftdjursart som beskrevs av Brouwers 1993. Ambostracon tweedsmuirensis ingår i släktet Ambostracon och familjen Hemicytheridae. Inga underarter finns listade i Catalogue of Life.